# Centro traumi
Un centro traumi o centro traumatologico, detto anche trauma center dall'inglese, è un servizio ospedaliero attrezzato e dotato di personale dedicato (trauma team) a fornire assistenza a pazienti affetti da gravi lesioni traumatiche come cadute, ustioni, folgorazioni, collisioni o ferite da arma da fuoco. 
Un trauma center può anche fare riferimento a un pronto soccorso non specializzato nella cura di traumatizzati gravi.

## Storia
Diversi conflitti armati hanno cambiato notevolmente la gestione dei pazienti con traumi gravi.
Il miglioramento della cura dei traumi sui campo di battaglia portò al paradosso che un civile ferito aveva meno possibilità di sopravvivere in città rispetto a un soldato ferito durante la guerra del Vietnam; l'organizzazione militare nella cura dei traumi è stata quindi trasposta a quella civile. Poiché il punto critico per la sopravvivenza militare era evacuare i soldati feriti il più velocemente possibile, la cura dei traumi civili negli Stati Uniti si basò sull'implementazione del ricovero diretto dei pazienti gravemente feriti in centri dedicati ai traumi. I paramedici erano incaricati del triage in loco. Questa strategia affrontava l'inadeguatezza tra le risorse limitate dei medici di emergenza ed il gran numero di pazienti con traumi gravi.
Nel 1976, l'American College of Surgeons pubblicò i criteri per la categorizzazione dei centri traumatologici e la loro organizzazione regionale, chiamata Trauma System. Gli ospedali furono divisi in quattro categorie in base alle loro risorse di cura, dal I livello al IV livello. Il centro traumatologico di I livello era il centro di riferimento con tutte le strutture tecniche, mentre il IV livello riceveva solo pazienti prima del loro trasferimento al centro traumatologico più adatto.
I vantaggi di tale organizzazione sono stati ampiamente documentati: è stata riscontrata una diminuzione dell'8% della mortalità per incidenti automobilistici adottando il Trauma System. Il ricovero della maggior parte dei feriti gravi nei centri traumatologici di I livello ha ridotto del 50% il numero di decessi prevenibili ed il tasso di mortalità ospedaliera era inoltre inferiore del 25% nei centri traumatologici rispetto ai centri non traumatologici.
In Europa la rete di traumi è stata sviluppata dal 1992 nel Regno Unito con la Trauma Audit and Research Network. Germania, Austria e Svizzera hanno introdotto i Trauma system sul modello americano con la leadership di un chirurgo traumatologico, ad eccezione dell'assistenza preospedaliera con un sistema a due livelli: supporto vitale di base con paramedico e supporto vitale avanzato con elisoccorso. La Deutsche Gesellschaft für Orthopädie und Unfallchirurgie (Società tedesca per l'ortopedia e la chirurgia d'urgenza) introdusse nel 1993 un registro dei traumi per raccogliere in modo prospettico dati da pazienti con traumi multipli nei paesi di lingua tedesca (Germania, Austria e Svizzera); esso ha fornito informazioni preziose per sviluppare sistemi di punteggio per stimare la probabilità di trasfusione massiva o di sopravvivenza.
Nei Paesi Bassi, un sistema di traumi regionale è stato sviluppato prima del 2000 con dieci reti traumatologiche regionali. L'introduzione di tale organizzazione è stata associata ad una significativa riduzione della mortalità (16%) e ha portato a ricoveri più appropriati di pazienti traumatizzati negli ospedali regionali.
In Scandinavia, Belgio, Spagna o Italia, il sistema è meno sviluppato.

## Il sistema organizzativo
La sopravvivenza dopo un trauma grave può dipendere da una catena di cure strutturata, dalla gestione sulla scena del trauma alle cure ospedaliere e alla riabilitazione.
Negli Stati Uniti, il sistema traumatologico è organizzato secondo un triage pre-ospedaliero da parte di paramedici per facilitare il ricovero dei pazienti nei centri traumatologici terziari.

### Il sistema TRENAU
Gli ospedali francesi non sono totalmente categorizzati in base alle loro risorse nella cura dei traumi; le informazioni condivise e la formazione dei professionisti sono di qualità non uniforme a livello regionale. Il lasso temporale dall'incidente all'ospedale è altamente variabile da una regione all'altra e la molteplicità di centri non categorizzati duplica il numero di interlocutori per ricoverare i pazienti traumatizzati.
La Réseau Nord–Alpin des urgences (RENAU) nel 2008 ha creato un sistema di reti trauma regionale (TRENAU, o Trauma system du REseau Nord-Alpin des Urgences, "Rete trauma delle Alpi francesi settentrionali") a partire dal Centro ospedaliero universitario di Grenoble-Alpes: questa organizzazione si basava sull'interazione tra le risorse di ciascun ospedale partecipante alla rete e sulla categorizzazione della gravità del trauma sulla scena. TRENAU combina l'organizzazione del sistema traumatologico americano e l'esperienza francese nell'assistenza medica preospedaliera.
RENAU raggruppa 21 ospedali all'interno di un'area regionale di 17000 km2 (Isère, Savoia e Alta Savoia) che conta oltre 2 milioni di abitanti con elevata variabilità stagionale. Questa rete è presieduta dall'ospedale generale di Annecy e l'ospedale di Grenoble è il centro di riferimento.
I centri traumatologici sono classificati in tre livelli (I, II o III) in base alle loro strutture tecniche. I pazienti traumatizzati sono classificati in tre livelli (A, B o C) in base ai criteri di gravità.
La procedura di triage integra la valutazione iniziale della gravità del trauma, la necessità di una piattaforma tecnica e la vicinanza dei centri traumatologici. Questa procedura di triage mira ad trasportare i pazienti traumatizzati al centro più adatto e a evitare trasferimenti secondari prima di un trattamento specifico. Inoltre, le comunicazioni sanitarie sono facilitate dall'uso di telefoni cellulari per raggiungere direttamente il trauma team 24 ore su 24, 7 giorni su 7. Una piattaforma regionale di imaging condivisa consente la visualizzazione e l'interpretazione interospedaliera da parte di esperti per guidare le decisioni mediche e i trasferimenti dei pazienti, se necessario.
| Livello del TC | Caratteristiche | Caratteristiche |
| -------------- | --- | --- |
| III            | - Pronto soccorso - Radiologia convenzionale con TAC                                                                       | - Pronto soccorso - Radiologia convenzionale con TAC                                                                       |
| II             | - Pronto soccorso - Terapia intensiva - Chirurgia generale - Radiologia convenzionale con TAC - Trasfusioni massive        | - Pronto soccorso - Terapia intensiva - Chirurgia generale - Radiologia convenzionale con TAC - Trasfusioni massive        |
| II             | II-Embolizzazione | Livello II standard con radiologia interventistica                                                                         |
| II             | II-Neurochirurgico | Llivello II standard con struttura neurochirurgica                                                                         |
| I              | - Pronto soccorso - Terapia intensiva - Tutte le specialità chirurgiche - Radiologia interventistica - Trasfusioni massive | - Pronto soccorso - Terapia intensiva - Tutte le specialità chirurgiche - Radiologia interventistica - Trasfusioni massive |

#### Il triage TRENAU
Ogni paziente viene classificato A, B o C da un medico, in base alla gravità delle ferite al momento della presentazione sulla scena, e la valutazione viene indirizzata ad una centrale per approvazione prima del trasferimento al centro traumatologico più vicino e più idoneo.
Il sistema di classificazione utilizza criteri basati su aspetti fisiologici, regioni anatomiche interessate e meccanismi di lesione, come descritto dallo schema decisionale di triage dell'ACSCOT. Inoltre, il sistema di classificazione TRENAU incorpora le risposte al trattamento durante la rianimazione preospedaliera: ogni paziente è quindi classificato in uno dei tre livelli di gravità clinica, adattati dai criteri di triage di Vittel.
Questo sistema di classificazione e protocollo di triage si è dimostrato capace di rilevare con accuratezza i pazienti con traumi più gravi. L'uso di una procedura di triage preospedaliero è associato a una significativa riduzione della percentuale di pazienti sottovalutati, a scapito di alcun pazienti dimostratisi meno gravi di quanto atteso (ha una sensibilità relativamente elevata e una bassa specificità).
Il sistema di classificazione preospedaliera è strettamente correlato all'Injury Severity Score e al tasso di mortalità ospedaliera. La classificazione sulla scena è facile da eseguire, appropriata per consentire una rapida decisione medica dopo un trauma e non richiede il calcolo di punteggi.
Il modello è stato adottato anche in altri paesi (ad esempio l'Italia) e sono state formulate linee guida che associano il sistema TRENAU ed il New Trauma Score, ottenendo il modello di triage pre-ospedaliero con il miglior rapporto specificità/sensibilità nel rilevare sulla scena dell'incidente pazienti con trauma maggiore e con il maggior rischio di mortalità ospedaliera.
| Grado A | Paziente instabile nonostante la rianimazione       | Pressione arteriosa sistolica < 90 mmHg nonostante uso di vasopressori e/o trasfusione |
| Grado A | Paziente instabile nonostante la rianimazione       | Trasfusione preospedaliera |
| Grado A | Paziente instabile nonostante la rianimazione       | Distress respiratorio acuto e/o ventilazione meccanica con SpO2 < 90% |
| Grado B | Paziente stabilizzato dopo la rianimazione iniziale | Correzione dello shock iniziale e dello stress respiratorio acuto |
| Grado B | Paziente stabilizzato dopo la rianimazione iniziale | Lesione cerebrale traumatica isolata con GCS < 13 |
| Grado B | Paziente stabilizzato dopo la rianimazione iniziale | Trauma penetrante di testa, collo, torace o addome |
| Grado B | Paziente stabilizzato dopo la rianimazione iniziale | Fratture toraciche multiple o volet costale |
| Grado B | Paziente stabilizzato dopo la rianimazione iniziale | Grave trauma pelvico |
| Grado B | Paziente stabilizzato dopo la rianimazione iniziale | Amputazione di arti o sindrome da schiacciamento |
| Grado B | Paziente stabilizzato dopo la rianimazione iniziale | Sospetto di lesione spinale |
| Grado C | Paziente stabile potenzialmente evolutivo           | Caduta da un'altezza > 6 m |
| Grado C | Paziente stabile potenzialmente evolutivo           | Paziente eiettato o espulso dal veicolo |
| Grado C | Paziente stabile potenzialmente evolutivo           | Lesioni da scoppio |
| Grado C | Paziente stabile potenzialmente evolutivo           | Altre vittime decedute nell'incidente |
| Grado C | Paziente stabile potenzialmente evolutivo           | Incidente ad alta velocità |
| Grado C | Paziente stabile potenzialmente evolutivo           | Criteri anamnestici: - Bambino di età inferiore a 5 anni - Adulto di età superiore a 65 anni - Insufficienza cardiaca congestizia, angina o infarto miocardico - Gravidanza - Disturbi emocoagulativi |